# Indosialis bannaensis
Indosialis bannaensis là một loài côn trùng trong họ Sialidae thuộc bộ Megaloptera. Loài này được X.-y. Liu et al. miêu tả năm 2006.